# Notholca gaigalasi
Notholca gaigalasi är en hjuldjursart som beskrevs av Ludmila A. Kutikova 1970. Notholca gaigalasi ingår i släktet Notholca och familjen Brachionidae. Inga underarter finns listade i Catalogue of Life.